# Харрисон, Невин
Невин Харрисон (англ. Nevin Harrison; род. 2 июня 2002, Сиэтл, Вашингтон) — американская каноистка, олимпийская чемпионка и чемпионка мира.

## Биография
Невин Харрисон родилась 2 июня 2002 года.
Владеет английским и испанским языками.

## Карьера
Она начала заниматься видом спорта в 12 лет в Сиэтлском клубе по гребле на байдарках и каноэ. Она начала выступать за США в возрасте 15 лет, приняв участие в регате ICF Olympic Hopes 2017 в Рачице и выиграв серебро в каноэ-одиночке на 1000 м, золото на 500 м и золото на 200 м в возрастной группе 2002 года.
В следующем году на регате ICF Olympic Hopes Regatta 2018 в Познани, она выиграла золото в классе каноэ-одиночка на 500 м и 200 метров в возрастной группе 2002 года. В 2019 году она перешла в команду Gig Harbour Canoe and Kayak Racing Team из Гиг-Харбора. На командном внутреннем турнире в США в Оклахома-Сити в 2019 году она выиграла и у взрослых, и у юниоров на 1000 м, 500 м и 200 метров. Она участвовала в Панамериканских играх 2019 года в Лиме, и выиграла соревнования на 200 м в каноэ-одиночке .
На чемпионате мира по гребле на байдарках и каноэ в 2019 году она выиграла золото в классе каноэ-одиночка на 200 м, став первой американкой, выигравшей чемпионат мира в спринтерских каноэ.
5 августа 2021 года она стала первой в истории каноэ-спринта олимпийской чемпионкой на 200 м, опередив многократную чемпионку Лоренс Венсан-Лапуант.